# Erik Huseklepp
Erik Huseklepp (Bærum, 5 settembre 1984) è un calciatore norvegese, attaccante del Vadmyra.

## Biografia
È figlio d'arte: suo padre Ingvald è stato infatti un calciatore del Brann negli anni settanta. Nato a Bærum, è cresciuto però a Bergen: ha frequentato prima una scuola chiamata Aurdalslia e successivamente una chiamata Ytrebygda.

## Caratteristiche tecniche
Huseklepp è un attaccante molto veloce e dotato di buona tecnica.
Dotato anche di un'ottima improvvisazione con il pallone tra i piedi che gli permette di saltare quasi sempre il suo avversario. Poco preciso e attento nelle fasi conclusive offensive della squadra. Ottimi ripiegamenti offensivi e buone capacità di lettura dell'azione. Discreto anche nell'effettuare cross dal limite con buona precisione.

## Carriera

### Club

#### Fyllingen
Huseklepp ha cominciato la carriera nelle giovanili del Bjarg. È poi entrato a far parte delle squadre juniores del Fyllingen e del Vadmyra. Nel 2004, è tornato al Fyllingen, con cui ha poi debuttato in prima squadra ed ha così attirato l'interesse di Brann e Odd Grenland.

#### Brann
Ha scelto di passare al Brann, con cui si è imposto subito dopo l'acquisto. Nella partita d'esordio da titolare, contro il Fredrikstad, ha segnato dopo 19 secondi. Si è così guadagnato il posto fisso in squadra, diventando la prima scelta per la fascia destra del Brann.
Nel campionato 2006, ha trovato meno spazio in squadra, partendo da titolare 6 volte in tutto e venendo sempre sostituito. Anche la stagione successiva è stata simile, con l'allora tecnico Mons Ivar Mjelde che ha preferito usare Huseklepp come giocatore d'impatto nei minuti finali delle partite. Così, il calciatore ha rifiutato di rinnovare il contratto con il Brann e diversi club si sono interessati al suo acquisto. Nel mese di novembre 2007, ha rinnovato l'accordo contrattuale con il Brann per altri tre anni.

#### Bari
Il 31 gennaio 2011 viene acquistato dal Bari. Il trasferimento è stato consigliato anche dal commissario tecnico della sua Nazionale Egil Olsen. Il debutto è arrivato tre giorni dopo nella partita in casa contro l'Inter (sconfitta casalinga per 3-0), subentrando a Gergely Rudolf al 70'. Nella successiva giornata, in Brescia-Bari (2-0), ha giocato la sua prima partita in Italia da titolare, venendo sostituito nella ripresa. Il 1º maggio 2011 segna il suo primo goal con la maglia del Bari contro la Roma: su cross di Jaime Romero Gómez, il norvegese colpisce il pallone di testa in torsione, battendo Doni. Ha segnato l'altro suo gol stagionale nell'ultima giornata di campionato nel match finito 4-0 contro il Bologna.

#### Portsmouth e Birmingham City
Il 16 agosto 2011, il Bari ha reso noto il trasferimento del calciatore agli inglesi del Portsmouth, militanti nella Football League Championship, la seconda divisione del campionato inglese. Si lega ai Pompeys con un contratto triennale. Ha esordito il 20 agosto, sostituendo Liam Lawrence nel pareggio a reti inviolate in casa del Bristol City.
Il 23 febbraio 2012 viene ufficializzato il suo trasferimento in prestito al Birmingham City fino al termine della stagione. Ha scelto la maglia numero 10.

#### Ritorno al Brann
A partire dal 1º agosto 2012, è tornato a giocare per il Brann, legandosi al club con un contratto dalla durata di quattro anni e mezzo. Ha scelto la maglia numero 13. Il 21 ottobre 2015, in virtù della vittoria del Sogndal sul Kristiansund nel recupero della 27ª giornata di campionato, il Brann ha matematicamente conquistato la promozione in Eliteserien con due giornate d'anticipo sulla fine della stagione.

#### Haugesund
Il 16 novembre 2016, l'Haugesund ha reso noto sul proprio sito internet d'aver ingaggiato Huseklepp con un contratto biennale, valido a partire dal 1º gennaio 2017. Ha esordito in squadra il 2 aprile, schierato titolare nella sconfitta per 3-1 arrivata in casa dello Strømsgodset. Il 30 aprile ha trovato la prima rete, contribuendo al successo per 0-3 in casa dello Stabæk.

#### Åsane
Il 29 luglio 2017, l'Åsane ha reso noto d'aver ingaggiato Huseklepp con la formula del prestito. Ha scelto la maglia numero 18. Ha esordito in squadra il 6 agosto, schierato titolare nella sconfitta per 1-3 subita in casa contro il Ranheim. Il 16 agosto ha trovato la prima rete, nella sconfitta per 2-3 contro il Kongsvinger. Ha chiuso questa porzione di stagione in squadra con 6 reti in 12 partite.
Il 22 novembre 2017 è stato reso noto che Huseklepp avrebbe giocato per l'Åsane anche nel campionato 2018.

### Nazionale
Ha debuttato per la Norvegia under 21 il 7 ottobre 2005, nella sconfitta casalinga per due a uno contro la Moldavia. Il 16 agosto 2006, è andato in rete nella sfida contro l'Estonia, con gli scandinavi che si sono imposti per cinque a zero.
Il 19 novembre 2008, ha esordito per la selezione maggiore della Norvegia, nella sconfitta per uno a zero in casa dell'Ucraina, in una gara valida per le qualificazioni al campionato del mondo 2010. Il 12 agosto 2009 è andato a segno nel successo per quattro a zero sulla Scozia, realizzando così la prima rete della sua carriera nella Nazionale maggiore. L'11 ottobre 2011, venendo schierato nella partita contro Cipro, ha raggiunto la 25ª presenza in Nazionale, che gli valse il Gullklokka.

## Statistiche

### Presenze e reti nei club
Statistiche aggiornate al 30 ottobre 2021.
| Stagione         | Squadra            | Campionato       | Campionato | Campionato | Coppe nazionali | Coppe nazionali | Coppe nazionali | Coppe continentali | Coppe continentali | Coppe continentali | Altre coppe | Altre coppe | Altre coppe | Totale | Totale |
| Stagione         | Squadra            | Comp             | Pres       | Reti       | Comp            | Pres            | Reti            | Comp               | Pres               | Reti               | Comp        | Pres        | Reti        | Pres   | Reti   |
| ---------------- | ------------------ | ---------------- | ---------- | ---------- | --------------- | --------------- | --------------- | ------------------ | ------------------ | ------------------ | ----------- | ----------- | ----------- | ------ | ------ |
| 2003             | Vadmyra Idrettslag | 3D               | 5          | 2          | CN              | ?               | ?               | -                  | -                  | -                  | -           | -           | -           | 5      | 2      |
| 2004             | Fyllingen          | 2D               | 25         | 8          | CN              | 1               | 0               | -                  | -                  | -                  | -           | -           | -           | 26     | 8      |
| gen.-ago. 2005   | Fyllingen          | 2D               | 17         | 1          | CN              | 2               | 1               | -                  | -                  | -                  | -           | -           | -           | 19     | 2      |
| Totale Fyllingen | Totale Fyllingen   | Totale Fyllingen | 42         | 9          |                 | 3               | 1               |                    | -                  | -                  |             | -           | -           | 45     | 10     |
| ago.-dic. 2005   | Brann              | ES               | 9          | 1          | CN              | 0               | 0               | CU                 | 2                  | 0                  | -           | -           | -           | 9      | 1      |
| 2006             | Brann              | ES               | 11         | 0          | CN              | 4               | 1               | CU                 | 3                  | 0                  | RL          | 5           | 3           | 23     | 4      |
| 2007             | Brann              | ES               | 22         | 1          | CN              | 4               | 1               | CU                 | 10                 | 1                  | RL          | 2           | 0           | 38     | 3      |
| 2008             | Brann              | ES               | 18         | 2          | CN              | 4               | 0               | CU+UCL+CU          | 2+4+2              | 0+0+0              | -           | -           | -           | 30     | 2      |
| 2009             | Brann              | ES               | 30         | 15         | CN              | 2               | 0               | -                  | -                  | -                  | -           | -           | -           | 32     | 15     |
| 2010             | Brann              | ES               | 30         | 10         | CN              | 1               | 0               | -                  | -                  | -                  | -           | -           | -           | 31     | 10     |
| gen.-giu. 2011   | Bari               | A                | 14         | 2          | CI              | -               | -               | -                  | -                  | -                  | -           | -           | -           | 14     | 2      |
| 2011-feb. 2012   | Portsmouth         | FLC              | 27         | 6          | FACup+CdL       | 1+0             | 0               | -                  | -                  | -                  | -           | -           | -           | 28     | 6      |
| feb.-giu. 2012   | Birmingham City    | FLC              | 11         | 2          | FACup+CdL       | 0               | 0               | -                  | -                  | -                  | -           | -           | -           | 11     | 2      |
| ago.-dic. 2012   | Brann              | ES               | 12         | 4          | CN              | 2               | 1               | -                  | -                  | -                  | -           | -           | -           | 14     | 5      |
| 2013             | Brann              | ES               | 30         | 7          | CN              | 2               | 1               | -                  | -                  | -                  | -           | -           | -           | 32     | 8      |
| 2014             | Brann 2            | 2D               | 1          | 2          |                 | -               | -               | -                  | -                  | -                  | -           | -           | -           | 1      | 2      |
| 2014             | Brann              | ES               | 30+2       | 3+0        | CN              | 5               | 3               | -                  | -                  | -                  | -           | -           | -           | 37     | 6      |
| 2015             | Brann 2            | 3D               | 1          | 2          |                 | -               | -               | -                  | -                  | -                  | -           | -           | -           | 1      | 2      |
| 2015             | Brann              | 1D               | 30         | 8          | CN              | 4               | 2               | -                  | -                  | -                  | -           | -           | -           | 34     | 10     |
| 2016             | Brann 2            | 3D               | 9          | 10         |                 | -               | -               | -                  | -                  | -                  | -           | -           | -           | 9      | 10     |
| Totale Brann 2   | Totale Brann 2     | Totale Brann 2   | 11         | 14         |                 | -               | -               |                    | -                  | -                  |             | -           | -           | 11     | 14     |
| 2016             | Brann              | ES               | 26         | 4          | CN              | 0               | 0               | -                  | -                  | -                  | -           | -           | -           | 26     | 4      |
| Totale Brann     | Totale Brann       | Totale Brann     | 248+2      | 55+0       |                 | 28              | 9               |                    | 23                 | 1                  |             | 7           | 3           | 308    | 68     |
| gen.-lug. 2017   | Haugesund          | ES               | 15         | 1          | CN              | 3               | 2               | UEL                | 4                  | 1                  | -           | -           | -           | 22     | 4      |
| lug.-dic. 2017   | Åsane              | 1D               | 12         | 6          | CN              | -               | -               | -                  | -                  | -                  | -           | -           | -           | 12     | 6      |
| 2018             | Åsane              | 1D               | 20+2       | 6+1        | CN              | 1               | 1               | -                  | -                  | -                  | -           | -           | -           | 23     | 8      |
| Totale Åsane     | Totale Åsane       | Totale Åsane     | 32+2       | 12+1       |                 | 1               | 1               |                    | -                  | -                  |             | -           | -           | 35     | 14     |
| 2019             | Fyllingsdalen      | 3D               | 25         | 12         | CN              | 2               | 2               | -                  | -                  | -                  | -           | -           | -           | 27     | 14     |
| 2021             | Fyllingsdalen      | 3D               | 12         | 4          | CN              | 2               | 1               | -                  | -                  | -                  | -           | -           | -           | 14     | 5      |
| Totale Fyllingen | Totale Fyllingen   | Totale Fyllingen | 37         | 16         |                 | 4               | 3               |                    | -                  | -                  |             | -           | -           | 41     | 19     |
| Totale           | Totale             | Totale           | 442+4      | 119+1      |                 | 40              | 16              |                    | 27                 | 2                  |             | 7           | 3           | 520    | 141    |

### Cronologia presenze e reti in nazionale
| Cronologia completa delle presenze e delle reti in nazionale ― Norvegia | Cronologia completa delle presenze e delle reti in nazionale ― Norvegia | Cronologia completa delle presenze e delle reti in nazionale ― Norvegia | Cronologia completa delle presenze e delle reti in nazionale ― Norvegia | Cronologia completa delle presenze e delle reti in nazionale ― Norvegia | Cronologia completa delle presenze e delle reti in nazionale ― Norvegia | Cronologia completa delle presenze e delle reti in nazionale ― Norvegia | Cronologia completa delle presenze e delle reti in nazionale ― Norvegia |
| Data                                                                    | Città                                                                   | In casa                                                                 | Risultato                                                               | Ospiti                                                                  | Competizione                                                            | Reti                                                                    | Note                                                                    |
| ----------------------------------------------------------------------- | ----------------------------------------------------------------------- | ----------------------------------------------------------------------- | ----------------------------------------------------------------------- | ----------------------------------------------------------------------- | ----------------------------------------------------------------------- | ----------------------------------------------------------------------- | ----------------------------------------------------------------------- |
| 19-11-2008                                                              | Dnipropetrovs'k                                                         | Ucraina                                                                 | 1 – 0                                                                   | Norvegia                                                                | Qual. Mondiali 2010                                                     | -                                                                       |                                                                         |
| 11-2-2009                                                               | Düsseldorf                                                              | Germania                                                                | 0 – 1                                                                   | Norvegia                                                                | Amichevole                                                              | -                                                                       |                                                                         |
| 11-2-2009                                                               | Rustenburg                                                              | Sudafrica                                                               | 2 – 1                                                                   | Norvegia                                                                | Amichevole                                                              | -                                                                       |                                                                         |
| 6-6-2009                                                                | Skopje                                                                  | Macedonia                                                               | 0 – 0                                                                   | Norvegia                                                                | Qual. Mondiali 2010                                                     | -                                                                       |                                                                         |
| 12-8-2009                                                               | Oslo                                                                    | Norvegia                                                                | 4 – 0                                                                   | Scozia                                                                  | Qual. Mondiali 2010                                                     | 1                                                                       |                                                                         |
| 5-9-2009                                                                | Reykjavík                                                               | Islanda                                                                 | 1 – 1                                                                   | Norvegia                                                                | Qual. Mondiali 2010                                                     | -                                                                       |                                                                         |
| 10-10-2009                                                              | Oslo                                                                    | Norvegia                                                                | 1 – 0                                                                   | Sudafrica                                                               | Amichevole                                                              | -                                                                       |                                                                         |
| 14-11-2009                                                              | Ginevra                                                                 | Svizzera                                                                | 0 – 1                                                                   | Norvegia                                                                | Amichevole                                                              | -                                                                       |                                                                         |
| 3-3-2010                                                                | Žilina                                                                  | Slovacchia                                                              | 0 – 1                                                                   | Norvegia                                                                | Amichevole                                                              | -                                                                       |                                                                         |
| 29-5-2010                                                               | Oslo                                                                    | Norvegia                                                                | 2 – 1                                                                   | Montenegro                                                              | Amichevole                                                              | -                                                                       |                                                                         |
| 2-6-2010                                                                | Oslo                                                                    | Norvegia                                                                | 0 – 1                                                                   | Ucraina                                                                 | Amichevole                                                              | -                                                                       |                                                                         |
| 11-8-2010                                                               | Oslo                                                                    | Norvegia                                                                | 2 – 1                                                                   | Francia                                                                 | Amichevole                                                              | 2                                                                       |                                                                         |
| 3-9-2010                                                                | Reykjavík                                                               | Islanda                                                                 | 1 – 2                                                                   | Norvegia                                                                | Qual. Euro 2012                                                         | -                                                                       |                                                                         |
| 7-9-2010                                                                | Oslo                                                                    | Norvegia                                                                | 1 – 0                                                                   | Portogallo                                                              | Qual. Euro 2012                                                         | -                                                                       |                                                                         |
| 8-10-2010                                                               | Larnaca                                                                 | Cipro                                                                   | 1 – 2                                                                   | Norvegia                                                                | Qual. Euro 2012                                                         | -                                                                       |                                                                         |
| 12-10-2010                                                              | Zagabria                                                                | Croazia                                                                 | 2 – 1                                                                   | Norvegia                                                                | Amichevole                                                              | -                                                                       |                                                                         |
| 17-11-2010                                                              | Dublino                                                                 | Irlanda                                                                 | 1 – 2                                                                   | Norvegia                                                                | Amichevole                                                              | 1                                                                       |                                                                         |
| 9-2-2011                                                                | Faro                                                                    | Polonia                                                                 | 1 – 0                                                                   | Norvegia                                                                | Amichevole                                                              | -                                                                       |                                                                         |
| 26-3-2011                                                               | Oslo                                                                    | Norvegia                                                                | 1 – 1                                                                   | Danimarca                                                               | Qual. Euro 2012                                                         | 1                                                                       |                                                                         |
| 4-6-2011                                                                | Lisbona                                                                 | Portogallo                                                              | 1 – 0                                                                   | Norvegia                                                                | Qual. Euro 2012                                                         | -                                                                       |                                                                         |
| 7-6-2011                                                                | Oslo                                                                    | Norvegia                                                                | 1 – 0                                                                   | Lituania                                                                | Amichevole                                                              | -                                                                       |                                                                         |
| 10-8-2011                                                               | Oslo                                                                    | Norvegia                                                                | 3 – 0                                                                   | Rep. Ceca                                                               | Amichevole                                                              | -                                                                       |                                                                         |
| 2-9-2011                                                                | Oslo                                                                    | Norvegia                                                                | 1 – 0                                                                   | Islanda                                                                 | Qual. Euro 2012                                                         | -                                                                       |                                                                         |
| 6-9-2011                                                                | Copenaghen                                                              | Danimarca                                                               | 2 – 0                                                                   | Norvegia                                                                | Qual. Euro 2012                                                         | -                                                                       |                                                                         |
| 11-10-2011                                                              | Oslo                                                                    | Norvegia                                                                | 3 – 1                                                                   | Cipro                                                                   | Qual. Euro 2012                                                         | -                                                                       |                                                                         |
| 12-11-2011                                                              | Cardiff                                                                 | Galles                                                                  | 4 – 1                                                                   | Norvegia                                                                | Amichevole                                                              | 1                                                                       |                                                                         |
| 29-2-2012                                                               | Belfast                                                                 | Irlanda del Nord                                                        | 0 – 3                                                                   | Norvegia                                                                | Amichevole                                                              | -                                                                       |                                                                         |
| 26-5-2012                                                               | Oslo                                                                    | Norvegia                                                                | 0 – 1                                                                   | Inghilterra                                                             | Amichevole                                                              | -                                                                       |                                                                         |
| 2-6-2012                                                                | Oslo                                                                    | Norvegia                                                                | 1 – 1                                                                   | Croazia                                                                 | Amichevole                                                              | -                                                                       |                                                                         |
| 15-8-2012                                                               | Oslo                                                                    | Norvegia                                                                | 2 – 3                                                                   | Grecia                                                                  | Amichevole                                                              | -                                                                       |                                                                         |
| 9-1-2013                                                                | Città del Capo                                                          | Sudafrica                                                               | 0 – 1                                                                   | Norvegia                                                                | Amichevole                                                              | -                                                                       |                                                                         |
| 12-1-2013                                                               | Ndola                                                                   | Zambia                                                                  | 0 – 0                                                                   | Norvegia                                                                | Amichevole                                                              | -                                                                       |                                                                         |
| 7-2-2013                                                                | Siviglia                                                                | Ucraina                                                                 | 2 – 0                                                                   | Norvegia                                                                | Amichevole                                                              | -                                                                       |                                                                         |
| 11-6-2013                                                               | Oslo                                                                    | Norvegia                                                                | 2 – 0                                                                   | Macedonia                                                               | Amichevole                                                              | -                                                                       |                                                                         |
| 15-1-2014                                                               | Abu Dhabi                                                               | Moldavia                                                                | 1 – 2                                                                   | Norvegia                                                                | Amichevole                                                              | -                                                                       |                                                                         |
| 18-1-2014                                                               | Abu Dhabi                                                               | Polonia                                                                 | 3 – 0                                                                   | Norvegia                                                                | Amichevole                                                              | -                                                                       |                                                                         |
| Totale                                                                  |                                                                         | Presenze                                                                | 36                                                                      |                                                                         | Reti                                                                    | 7                                                                       |                                                                         |

## Palmarès

### Club
- Campionato norvegese: 1

Brann: 2007

### Individuale
- Gullklokka

2011